# 복부비만
복부비만(腹部肥滿, 영어: abdominal obesity, belly fat, central obesity)은 허리 크기를 증대시키는, 지방 조직의 축적 현상이다. 내장비만은 복강 안쪽 내장 사이를 커튼 모양으로 연결하고 잇는 장간막(그물막)에 내장지방이 많이 쌓인 상태를 일컫는 말이다. 남성의 경우 복부둘레가 90센티 이상이면 복부비만, 여성의 경우 복부둘레가 85센티 이상이면 복부비만으로 측정된다.

## 참고 문헌
- 보이지 않아서 더 위험한 내장지방 p4

## 같이 보기
- 저나트륨혈증(en:Hyponatremia, sodium deficiency, 소금 결핍)
- 비만증
- 내장지방
- 복수 (질병)
- 저체온증
- 대사 증후군(메터볼릭 신드롬)
- 당뇨병
- 성인병
- 지방간
- 간경변
- 디톡스
- 인슐린 저항성(IR)
- 밀크 씨슬